# Cosmopolitodus hastalis
Il mako gigante (Cosmopolitodus hastalis), noto anche come mako dai denti larghi, è uno squalo estinto. Visse tra l'Oligocene e il Pliocene, e i suoi resti fossili (principalmente denti) sono stati ritrovati in numerose zone del mondo.

## Descrizione

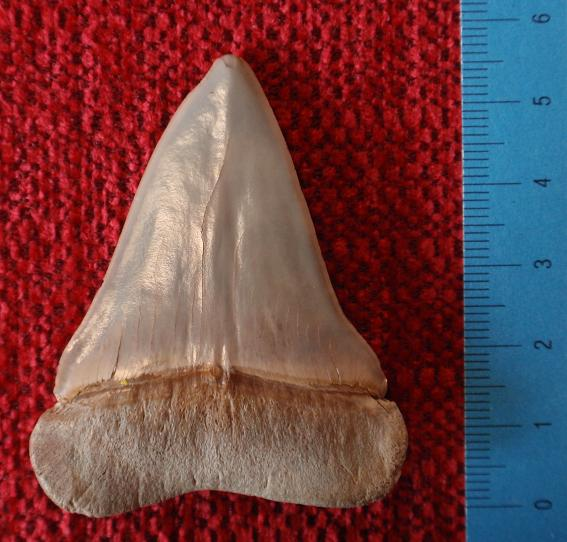
Dente di Isurus hastalis rinvenuto nelle sabbie plioceniche dell'astigiano

Le dimensioni dei denti indicano che questo squalo doveva essere di grandi dimensioni, superiori a quelle dell'attuale mako (lungo 4 metri). Se le proporzioni corporee tra le due specie fossero identiche, il mako gigante potrebbe aver superato la lunghezza di 6 metri. La limitatezza dei resti trovati impedisce di ricostruire dettagliatamente l'animale, ma è molto probabile che fosse quasi identico al mako o al grande squalo bianco.

## Classificazione
Numerosissimi denti attribuiti al mako gigante sono stati rinvenuti in moltissimi giacimenti, in un orizzonte geologico particolarmente vasto. È possibile che questi denti appartengano a più specie di squali dalla dentatura simile. Studi effettuati nel 1995 da parte di Mikael Siverson hanno indotto a riconsiderare questa specie, attribuita al genere Cosmopolitodus . Ritrovamenti recenti presso il Bacino di Pisco in Perù e presso il fiume Potomac, suggeriscono che questo squalo sia vicino al genere Carcharodon (comprendente il grande squalo bianco).

## Stile di vita
La forma dei denti, dal margine liscio e tagliente, indica senza dubbio che questo animale era un grande predatore dei mari. Probabilmente era in grado di attaccare anche prede di grandi dimensioni, come delfini e balene. Nell'ulna della pinna di una giovane balenottera rinvenuta a Orciano (in Toscana), è stata osservata la traccia lasciata dal morso di uno squalo. L'impronta combacia perfettamente con la forma e le dimensioni di un dente di Cosmopolitodus hastalis. Ritrovamenti più recenti avvenuti in Perù comprendono uno scheletro parziale articolato, in cui sono conservati resti di pesci (Collareta et al., 2017).